# 向量空间的维数

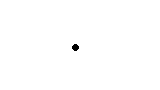
零维空间只是一个点

数学中, 向量空间 V 的维数是 V 的基底的势，即基底中向量的个数。向量空间的维数有时也称作哈梅尔维数（Hamel basis）或代数维数以便与其他类型的维数相区别。 向量空间中的所有基底具有相等的势（参阅向量空间的维数定理）。所以向量空间的维数是唯一并确定的. 若F为域， F上的向量空间 V 的维数可记为 dimF(V) 或 [V : F], 读作 " V 在 F 上的维数"。 当上下文中给出明确的F 时, 通常记为 dim(V) .

## 例子
向量空间 R3 的基底为
{\displaystyle \left\{{\begin{pmatrix}1\\0\\0\end{pmatrix}},{\begin{pmatrix}0\\1\\0\end{pmatrix}},{\begin{pmatrix}0\\0\\1\end{pmatrix}}\right\}}
因此 dimR(R3) = 3。 广泛来讲, dimR(Rn) = n。更加广泛而言, 对任何的域 F，dimF(Fn) = n .
复数系 C 既是实向量空间又是复向量空间;  dimR(C) = 2 以及 dimC(C) = 1. 所以向量空间的维数取决于构成向量空间的域.
只有一个零向量构成的向量空间 {0} 的维数是 0.

## 维数的性质
如果 W 是 V 的线性子空间, 那么 dim(W) ≤ dim(V).
为证明两个有限维向量空间相等, 通常使用以下公理: 如果 V 是有限维向量空间, W 是 V 的线性子空间, 并且 dim(W) = dim(V), 那么 W = V.
Rn 的标准基底是 {e1, ..., en}, 其中 ei 是单位矩阵的第 i 列.
域 F 上的任何两个向量空间是同构的. 任何他们基底之间的双射能够唯一的扩展到整个向量空间上的线性双射. 

## 参阅
- 基底
- 拓扑维数，也被称为勒贝格覆盖维数
- 分形维数，也被称为豪斯多夫维数
- 克鲁尔维数